# اره‌بال کوهی
اره‌بال کوهی (نام علمی: Psalidoprocne fuliginosa) نام یک گونه از سرده اره‌بال است.